# Montebello (Cali)
Montebello es un corregimiento en el norte del distrito colombiano de Santiago de Cali y al noroeste del área urbana. El  Corregimiento de  Montebello forma  parte  de la  Subcuenca el Aguacatal, Cuenca Cali. Es el corregimiento más pequeño de la zona rural de Cali y el más densamente poblado. Montebello está rodeado por el corregimiento de Golondrinas al este y norte, limita con el corregimiento La Castilla al oeste y al sur con la comuna 1 del área urbana de Cali. 

## División territorial
Además de su centro poblado cabecera (la cual le da el nombre al corregimiento) con 21 sectores, se conforma el segundo centro poblado Campo Alegre con 28 sectores y cuenta con los sectores Cantera el Chocho, Puente Blanco, El Rey, Piamonte, Bonanza, entre otros. Entre los sitios más visitados están el Cerro de las Tres Cruces y la Parroquia Cristo Eucaristía.

## Proceso de Poblamiento
(data de comienzos del siglo XX, con el auge del carbón de piedra y sus minas)
El rápido crecimiento poblacional ha cambiado la forma de vida de sus habitantes, haciéndola más urbana por la  dependencia que tiene con Cali,  para resolver la necesidad de trabajo y de educación.  
Este  cambio  ha  generado  perdida  de  identidad  y  pertenencia,  lo  que  dificulta el arraigo y compromiso con la búsqueda de soluciones a problemas tan apremiantes como la carencia de servicios públicos (agua, salud); la dificultad para acceder a los centros educativos, la carencia de espacios y programas para  la cultura y el deporte, y la incipiente pero preocupante inseguridad.    
Existen cuatro (04) establecimientos educativos para preescolar, cuatro (04) para primaria y dos (02) para secundaria; a los que asisten 1.500 alumnos. 
Se calcula que otros seiscientos (600) niños  y jóvenes se desplazan a estudiar a Corregimientos vecinos y a Cali.

## Hidrografía
Montebello cuenta con el afluente Quebrada el Chocho de la microcuenca el chocho, nace en el Corregimiento de La Paz y desemboca en el Río Aguacatal y este a su vez en el Río Cali en el oeste de la ciudad. La quebrada El chocho desde su zona norte a sur, esta bordeado de una franja protectora de 30 m, ya que está ubicado en zona protegida reserva nacional, presenta lagunas que pueden llegar a tener profundidades desde los 20 cm hasta los 3.7 m. La microcuenca hidrográfica es de naturaleza boscosa a un 85% y se encuentra actualmente afectada negativamente, por deforestación, aguas residuales por unidad familiar pequeños sistemas pecuarios, industrias en general. El caudal medio de la quebrada es de 1,3 m³/s, con un máximo promedio de 2,46 m³/s y un mínimo medio de 0,9 m³/s. El máximo caudal promedio se alcanza entre los meses abril y junio, mientras el mínimo entre julio y septiembre.
La quebrada El chocho alimenta hídricamente a los Corregimientos de la Paz, Golondrinas, La Castilla, y Montebello. 
A pesar de que la zona alta norte de esa quebrada no está contaminada, la zona sur, donde ella bordea el lado occidental del corregimiento de Montebello, está altamente contaminada con aguas residuales e industriales y el vitriolo (sulfatos de hierro) ya que los drenajes ácidos de mina además de un bajo pH contienen gran cantidad de sólidos en suspensión con un alto contenido en sulfatos y metales (Fe, Al, Mn, Zn, Cu, Pb, Hg, Cd, Ni), del orden de varios cientos de miligramos por litro. residuos que entran al agua usada en las minas de carbón y que desembocan directamente a la quebrada. Se puede ver la contaminación a simple vista por el color permanente café oscuro, haciendo cambiar la composición ecosistémica de la franja protectora de la quebrada.
La acción antrópica de las personas que habitan sobre toda la quebrada deja un panorama desgarrador por la alta contaminación de residuos aprovechables, no aprovechables, biológicos, químicos, RCD, RESPEL.
Actualmente varios grupos, la CVC (autoridad ambiental rural), la alcaldía de Cali, están en conversaciones para comenzar su recuperación.